# Conjugación (teoría de grupos)
En álgebra abstracta, y más concretamente en teoría de grupos, se denomina conjugación a un tipo de acción de un grupo sobre sí mismo. Un ejemplo de este tipo de operación es la semejanza de matrices.
Sea {\displaystyle (G,\circ )} un grupo, y sea {\displaystyle g\in G} uno de sus elementos. Se denomina conjugado de {\displaystyle a} por {\displaystyle g} al elemento {\displaystyle b=g^{-1}\circ a\circ g}. Entonces se dice que los elementos {\displaystyle a} y {\displaystyle b} son conjugados.

## La conjugación como relación
En un grupo, se puede definir la relación:
{\displaystyle \forall a,b\in G:a\sim b\Leftrightarrow b=g^{-1}\circ a\circ g} para algún {\displaystyle g\in G}.
tal que {\displaystyle a} está relacionado con {\displaystyle b} precisamente si {\displaystyle a} y {\displaystyle b} son conjugados. La relación así definida es una relación de equivalencia.
| Demostración |
| La relación {\displaystyle \sim } es: - Reflexiva: {\displaystyle a=e^{-1}\circ a\circ e} luego {\displaystyle a\sim a}. (donde {\displaystyle e} es el elemento neutro del grupo). - Simétrica: si {\displaystyle a\sim b\Leftrightarrow b=g^{-1}\circ a\circ g} entonces {\displaystyle (g^{-1})^{-1}\circ b\circ (g^{-1})=a\Leftrightarrow b\sim a}. - Transitiva: si {\displaystyle a\sim b\Leftrightarrow b=g_{1}^{-1}\circ a\circ g_{1}} y {\displaystyle b\sim c\Leftrightarrow c=g_{2}^{-1}\circ b\circ g_{2}} entonces {\displaystyle c=g_{2}^{-1}\circ (g_{1}^{-1}\circ a\circ g_{1})\circ g_{2}=(g_{1}\circ g_{2})^{-1}\circ a\circ (g_{1}\circ g_{2})} luego {\displaystyle a\sim c}. |

Por tanto, los elementos conjugados de un elemento {\displaystyle a} forman una clase, llamada clase de conjugación de {\displaystyle a}:
{\displaystyle [a]=\{x^{-1}ax:x\in G\}}.
Como la conjugación por un elemento fijo del grupo es un isomorfismo de grupos, cada dos elementos de una misma clase de conjugación son indistinguibles desde el punto de vista de la estructura de grupo. En particular, tienen el mismo orden.

### Ejemplos
- La clase de conjugación del neutro contiene solo al neutro: {\displaystyle [e]=\{e\}}. Lo mismo ocurre con los demás elementos del centro del grupo. Esto caracteriza a los elementos del centro.
- Dos permutaciones de un grupo simétrico {\displaystyle S_{n}} están en la misma clase de conjugación si y solo si los ciclos en sus descomposicones en ciclos disjuntos tienen las mismas longitudes. Por lo tanto, el número de clases de {\displaystyle S_{n}} es el número de particiones de {\displaystyle n}.
- Dado un subgrupo de un grupo {\displaystyle H\leq G}, siempre que dos elementos de {\displaystyle H} son conjugados en {\displaystyle H}, también lo son en {\displaystyle G}; sin embargo, el ser conjugados en {\displaystyle G} no implica que lo sean en {\displaystyle H}. Por ejemplo, las permutaciones {\displaystyle (1\ 2\ 3)} y {\displaystyle (2\ 1\ 3)} son conjugadas en {\displaystyle S_{3}} —son ciclos de la misma longitud— pero no lo son en el grupo alternado {\displaystyle A_{3}}, que es abeliano.

## Acción de grupo
Considérese la acción de {\displaystyle G} sobre sí mismo

{\displaystyle {\begin{array}{rrcl}\phi :&G\times G&\longrightarrow &G\\&(g,a)&\mapsto &b=g^{-1}\circ a\circ g\end{array}}}

que viene dada por la conjugación sucesiva por los diferentes elementos {\displaystyle g\in G}. Bajo este punto de vista:
- la órbita de un elemento {\displaystyle a} bajo la acción {\displaystyle \phi } es la clase de conjugación de dicho elemento.
- el estabilizador de un subconjunto bajo la acción {\displaystyle \phi } es el normalizador de dicho subconjunto. Cuando se trata de un único elemento {\displaystyle a} decimos que es el centralizador de {\displaystyle a}.

## Conjugación de subconjuntos y subgrupos
Dado un subconjunto {\displaystyle S\subseteq G}, se define el conjugado de {\displaystyle S} por un elemento {\displaystyle g\in G} como el subconjunto:
{\displaystyle g^{-1}Sg=\{g^{-1}\circ s\circ g:s\in S\}}
En particular, si el subconjunto original es un subgrupo {\displaystyle H\leqslant G}, entonces el conjugado de {\displaystyle H} por cualquier elemento {\displaystyle g\in G} es también un subgrupo.